# Parafia Wniebowstąpienia Pańskiego w Karluk
Parafia Wniebowstąpienia Pańskiego – parafia prawosławna w Karluk. Jedna z siedmiu parafii tworzących dekanat Kodiak diecezji Alaski Kościoła Prawosławnego w Ameryce.